# Пророк в исламе
Наби́ (араб. نبي‎ —  пророк‎, мн. ч. анбийа' араб. الأنبیاء‎) — в исламе — люди, избранные Богом (Аллахом) для передачи откровения (вахй) и Писания. Термин наби употреблён в Коране наряду с расуль («посланник»). Среди упомянутых в Коране пророков: Адам, Нух, Ибрахим, Исмаил, Якуб, Юсуф, Муса, Давуд, Сулейман, Иса и др. Имя последнего пророка — «печать пророков» (хатим ан-набийин) — пророк Мухаммад.
Биографии пророков получили широкое распространение в исламской литературе и стали предметом специальной категории религиозных сочинений — кисас ал-анбия («историй о пророках»). Древние пророки проповедовали веру в единого Аллаха и предсказывали появление последнего пророка Мухаммада. В Коране названы имена 28 из более ста тысяч пророков. Девять пророков (Нух, Ибрахим, Давуд, Якуб, Юсуф, Айюб, Муса, Иса, Мухаммад) называются в Коране «стойкими» (улю-ль-азм). Некоторым пророкам ниспосылались священные Писания (сахифа): Мусе — Таурат, Давуду — Забур, Исе — Инджиль, Мухаммаду — Коран.

## Пророчества в исламской догматике
Проблема пророчества является одной из главных в исламской догматике. Проводится различие между наби, который получал откровения в виде прямой информации, прорицания и сновидения и так далее, и расулем, которому ангелы приносили Писание. Наби близок к Аллаху и относится к высшей категории людей, после которых идут прорицатели (кахин). В иерархии духовных авторитетов за ними следуют имамы и «святые» (авлия). Исламские богословы подробно обсуждали вопрос непогрешимости пророков и полной непогрешимости пророка Мухаммада, не совершившего ни одного проступка даже в допророческий период жизни. Шииты особо выделяют наличие у каждого пророка «исполнителя духовного завещания» (васи), который поддерживает и продолжает его миссию. Некоторые «крайние» шииты ставили шиитских имамов выше всех пророков.

## Качества пророков
Среди главных признаков пророчества: благочестие, умение творить чудеса, проповедь смирения и воздержания, авторитет среди людей и хорошее происхождение. Пророческие чудеса (муджизат) даруются Аллахом как доказательство истинности пророческой проповеди.
По представлениям мусульман, необходимо знать о пяти качествах пророков:
1. сидк (араб. صدق‎) — правдивость; пророки говорят только правду.
2. амана — верность; люди чести, им можно следовать во всём.
3. таблиг (араб. تبليغ‎) — способность передавать предписания и запреты Всевышнего Аллаха, несмотря ни на какие трудности.
4. фетнатун: — ум и понятливость; эти качества пророков выше, чем эти же качества самых способных людей.
5. исматун: — чистота нрава и безгрешность; все пророки были далеки от греховных поступков.

У последнего избранника Аллаха, Мухаммада, есть ещё пять качеств:
1. он выше всех предыдущих пророков;
2. он ниспослан для всех людей мира и джиннов;
3. он последний в ряду пророков;
4. он ниспослан в качестве благости для всего сущего;
5. Закон, ниспосланный через него, будет действовать до самого Судного Дня.

Сейчас многие пророки и истории других пророков упоминаются в связи с так называемой «исраилией» — некоторыми событиями из жизни пророков Ветхого Завета.

## Виды пророков
В исламе существует деление пророков на просто «пророков» (наби), «посланников» (расуль) и «твёрдых духом» (улю ль-‘азм).

### Наби
Наби (араб. نبي‎ —  приносящий известие‎), мн. число — анбийя, Набийу-Ллах (вестник Аллаха) — пророк, передававший своему народу предписания (писания) и запреты Аллаха, переданные предыдущему посланнику (расуль).

### Расуль
Расуль (араб. رسول‎ —  посланник‎), мн. число — русуль, Расулю-Ллах (посланник Аллаха) — пророк (наби), которому было дано новое Писание и принесший новый Закон.
Каждый посланник (расуль) является пророком (наби), но не каждый пророк (наби) является посланником (расуль). Например, Мухаммед — расуль. Расуль посылается с знамениями и писаниями для назидания своих народов. Среди них Нух, Ибрахим, Муса, Худ, Лут, Исмаил, Салих, Шуайб, Ильяс, Юнус и Иса. Также к расулям отнесены ангелы, которые пришли сообщить весть об уничтожении Содома и Гоморры. Также расуль посылается к каждому народу (общине-умме).
Также Аллах обращается к Мухаммеду как наби, призывая его бороться с неверными и лицемерами. С пророками Бог заключает завет (мисак). Печатью пророков (хатам набиин) назван Мухаммед. В числе наби названы также Нух, Ибрахим, Муса, Идрис, Иса, Харун, Исмаил, Якуб и Исхак.

### Улю-ль-азм
Улю-ль-Азм (араб. أولو العزم‎ —  твёрдые духом‎) — данное определение (эпитет), относится к пророкам Нуху, Ибрахиму, Мусе, Исе и Мухаммаду из-за их стойкости и непоколебимости при выполнении Божественной миссии, противостоя всем трудностям и лишениям. Все пророки проявляли твёрдость и бесстрашие в деле донесения до людей религии, но пятеро указанных пророков обладают степенью более высокой, чем другие пророки.

## Имена
Имена 25 пророков упомянуты непосредственно в Коране. Ещё шесть пророков (Шис, Хидр, Юша, Шамун, Ханзала и Ишмаил) дошли из сборников хадисов. Имена Лукмана, Узайра и Зу-ль-Карнайна не включены в список, так как по некоторым данным они являются не пророками, а праведниками.
| №  | Имя            | араб.           | Библейский аналог | Упоминания в Коране | Категория  | Примечание                                                                        |
| -- | -------------- | --------------- | ----------------- | ------------------- | ---------- | --------------------------------------------------------------------------------- |
| 1  | Адам           | آدم             | Адам              | 25 раз              | наби       | первый человек, первый пророк (расуль)                                            |
| 2  | Идрис          | إدريس           | Енох              | 2 раза              | наби       | считается первым, кто писал каламом, шил и носил шитые одежды, умел считать время |
| 3  | Нух            | نوح             | Ной               | 43 раза             | улю-ль-азм |                                                                                   |
| 4  | Худ            | هود             | Евер              | 25 раз              | наби       | послан к адитам                                                                   |
| 5  | Салих          | صالح            | —                 | 9 раз               | наби       | послан к самудянам                                                                |
| 6  | Ибрахим        | إبراهيم         | Авраам            | 69 раз              | улю-ль-азм | отец Исмаила и Исхака                                                             |
| 7  | Лут            | لوط             | Лот               | 27 раз              | наби       | послан к садумитам                                                                |
| 8  | Исмаил         | إسماعيل         | Измаил            | 12 раз              | наби       | сын Ибрахима                                                                      |
| 9  | Исхак          | إسحاق           | Исаак             | 17 раз              | наби       | сын Ибрахима, отец Якуба; послан к ханаанеянам                                    |
| 10 | Якуб           | يعقوب           | Иаков             | 16 раз              | наби       | сын Исхака, отец Юсуфа                                                            |
| 11 | Юсуф           | يوسف            | Иосиф             | 27 раз              | наби       | сын Якуба; послан к египтянам                                                     |
| 12 | Айюб           | أيوب            | Иов               | 4 раза              | наби       |                                                                                   |
| 13 | Шуайб          | شعيب            | Иофор             | 10 раз              | наби       | тесть Мусы; послан к мадианитянам                                                 |
| 14 | Муса           | موسى            | Моисей            | 136 раз             | улю-ль-азм | зять Шуайба; послан к египтянам и израильтянам                                    |
| 15 | Харун          | هارون           | Аарон             | 20 раз              | наби       | старший брат Моисея; послан к египтянам и израильтянам                            |
| 16 | Юша ибн Нун    | يوشع بن نون     | Иисус Навин       | 2 раза              | наби       |                                                                                   |
| 17 | Зуль-Кифль     | ذو الكفل        | Иезекииль         | 2 раза              | наби       |                                                                                   |
| 18 | Давуд          | داود            | Давид             | 16 раз              | наби       | отец Сулеймана                                                                    |
| 19 | Сулейман       | سليمان          | Соломон           | 17 раз              | наби       | сын Давуда                                                                        |
| 20 | Ильяс          | إلياس           | Илия              | 2 раза              | наби       |                                                                                   |
| 21 | Альяса         | اليسع           | Елисей            | 2 раза              | наби       |                                                                                   |
| 22 | Юнус           | يونس            | Иона              | 4 раза              | наби       |                                                                                   |
| 23 | Шис            | شيث             | Сиф               | —                   | наби       | Сын Адама                                                                         |
| 24 | Хидр           | الخضر           | —                 | —                   | наби       | история Хидра упоминается в Коране (18:60—82), но по имени он не указан           |
| 25 | Шамун          | شمعون           | —                 | —                   | наби       |                                                                                   |
| 26 | Ханзала        | حنظلة           | —                 | —                   | наби       | послан к народу Асхаб ар-Расс                                                     |
| 27 | Шамвиль        | شموئيل / صموئيل | Самуил            | —                   | наби       |                                                                                   |
| 28 | Закария        | زكريا           | Захария           | 7 раз               | наби       | отец Яхьи                                                                         |
| 29 | Иса ибн Марьям | عيسى            | Иисус Христос     | 25 раз              | улю-ль-азм | двоюродный брат Яхьи; послан к израильтянам                                       |
| 30 | Яхья           | يحيى            | Иоанн             | 5 раз               | наби       | сын Закарии, двоюродный брат Исы; послан к израильтянам                           |
| 31 | Мухаммед       | محمد            | Мухаммед и Библия | 4 раз               | улю-ль-азм | «печать пророчества», послан ко всему человечеству                                |